# Yoon Ha Lee
Yoon Ha Lee (geboren am 26. Januar 1979 in Houston, Texas) ist ein koreanisch-amerikanischer Autor von Science-Fiction und Fantasy, bekannt vor allem durch seinen Space Opera-Romanzyklus The Machineries of Empire.

## Leben
Lees Vater war Armeearzt. In seiner Jugend lebte die Familie abwechselnd in Texas und in Südkorea. Lee besuchte die englischsprachige Foreign School in Seoul und studierte Mathematik an der Cornell University, wo er den Bachelor erwarb, und in Stanford, wo Lee mit einem Master in Mathematikpädagogik abschloss. Anschließend arbeitete er als Analyst in einem Marktberatungsunternehmen für Energieversorger, als Webdesigner und unterrichtete Mathematik.
Lee ist Transmann und identifiziert sich als queer. Er lebt mit seinem Ehemann und seiner Tochter in Louisiana.

## Werk
Seine erste Science-Fiction-Erzählung The Hundredth Question erschien 1999 im Magazine of Fantasy and Science Fiction. Bis 2018 hat Lee über 60 Kurzgeschichten veröffentlicht, eine Auswahl von 16 Erzählungen erschien 2013 in der Sammlung Conservation of Shadows. 2016 erschien Lees erster Roman Ninefox Gambit, erster Band der Military-Science-Fiction-Trilogie The Machineries of Empire. Er handelt von einem endlosen Krieg, den in einer fernen Zukunft das Hexarchat gegen eine Bewegung von Dissidenten führt. Die Waffen dieses Krieges erscheinen magisch, beruhen aber auf der Manipulation der mathematischen Grundlagen der Realität. Kel Cheris, eine junge, mathematisch begabte Soldatin, erhält den Auftrag, den Geist eines toten, einst wahnsinnig gewordenen Generals in sich aufzunehmen, um eine strategisch wichtige Festung einzunehmen, wobei sie Gefahr läuft, selbst wahnsinnig zu werden, wenn ihr in ihren Berechnungen ein Fehler unterläuft.
Auf Vorschlag des Verlags-Imprints Rick Riordan Presents schrieb Lee sein erstes Jugendbuch, Dragon Pearl. Es erschien im Januar 2019 und wird als Science-Fiction-Abenteuerroman auf Grundlage der koreanischen Mythologie beschrieben. Es erreichte den 2. Platz der New-York-Times-Bestsellerliste für Kinder- und Jugendliteratur.

## Rezeption

### Auszeichnungen
Lees Werke wurden vielfach für SF-Preise nominiert, darunter dreimal für den Hugo Award, zweimal für den Theodore Sturgeon Memorial Award und je einmal für Nebula, World Fantasy und Arthur C. Clarke Award. 2017 wurde Ninefox Gambit bei den Locus Awards als Debütroman ausgezeichnet. 2020 erhielt er den Locus Award für Dragon Pearl als bester Jugendroman.

### Weitere Stimmen
Dietmar Dath bezeichnete Yoon Ha Lee als „extrem produktiven“ und „belesenen Menschen“, der ein großes Gespür für die Dringlichkeit politischer Themen habe. Seine erzählerische Sammlung Conservation of Shadows stelle für ihn die „Weiterentwicklung […] [der] kleinen Denkbilder und Denkrätsel“ von Stanisław Lem und Italo Calvino dar. Es sei die „zeitgemäße Form […] [ihres Schreibens], wenn sie ein bisschen politischer und komplizierter wären“.

## Bibliografie
The Machineries of Empire
- 1 Ninefox Gambit (2016)
- 2 Raven Stratagem (2017)
- 3 Revenant Gun (2018)

Kurzgeschichten:
- The Battle of Candle Arc (2012)
- Calendrical Rot (2016)
- Extracurricular Activities (2017)

Romane
- Dragon Pearl (2019)

- Tiger Honor (2022)

Sammlung
- Conservation of Shadows (2013)

Kurzgeschichten
- The Hundredth Question (1999)
- Echoes Down an Endless Hall (2000)
- Alas, Lirette (2001)
- Counting the Shapes (2001)
- The Black Abacus (2002)
- Eating Hearts (2005)
- Moon, Paper, Scissors (2005)
- The Sun’s Kiss (2005)
- So That Her High-Born Kinsmen Came (2006)
- Nine Tails, Hundred Hearts (2006)
- Unstringing the Bow (2006)
- Hopscotch (2006)
- Screamers (2007)
- The Shadow Postulates (2007)
- Notes on the Necromantic Symphony (2007)
- Blue Ink (2008)
- Architectural Constants (2008)
- The Fourth Horseman (2009)
- The Unstrung Zither (2009)
- Swanwatch (2009)
- The Bones of Giants (2009)
- Dragon Logic (2009)
- The Pirate Captain’s Daughter (2009)
- Between Two Dragons (2010)
- The Territorialist (2010)
- Flower, Mercy, Needle, Chain (2010)
- The Winged City (2010)
- Ghostweight (2011)
- Conservation of Shadows (2011)
- A Vector Alphabet of Interstellar Travel (2011)
- The Book of Locked Doors (2012)
- Iseul’s Lexicon (2013)
- Effigy Nights (2013)
- The Knight of Chains, the Deuce of Stars (2013)
- The Coin of Heart’s Desire (2013)
- Wine (2014)
- The Bonedrake’s Penance (2014)
- Combustion Hour (2014)
- The Contemporary Foxwife (2014)
- Warhosts (2014)
- Always the Harvest (2014)
- Gamer’s End (2015)
- The Queen’s Aviary (2015)
- The Graphology of Hemorrage (2015)
- Two to Leave (2015)
- Apocalypse Foxes (2015)
- Snakes (2015)
- The Old Road (2015)
- Variations on an Apple (2015)
- Interlingua (2015)
- The Cold Inequalities (2015)
- Foxfire, Foxfire (2016)
- Falcon-and-Sparrows (2016)
- Shadow’s Weave (2016)
- The Chameleon’s Gloves (2017)
- Welcome to Triumph Band (2017)
- Obscura (2018)
- The Starship and the Temple Cat (2018)
- Entropy War (2018)
- The Initiation (2021, erschienen in: Rick Riordan [Hrsg.]: The Cursed Carnival and Other Calamities. New Stories About Mythic Heroes, ISBN 978-1-368-07083-6)